# Makedonska Kamenica
Makedonska Kamenica (maced. Македонска Каменица) – miasto we wschodniej Macedonii Północnej, na wschodnich zboczach gór Osogowska Planina, nad granicą z Bułgarią. Ośrodek administracyjny gminy Makedonska Kamenica. Liczba mieszkańców - 5.147 osób (99% Macedończyków) 2002.
Makedonska Kamenica powstała w 1950 jako osiedle górnicze - w sąsiedztwie miasta leży największa macedońska kopalnia cynku i ołowiu „Sasa”. Oprócz tego w mieście działa zakład włókienniczy. W okolicy uprawia się rolnictwo i leśnictwo.